# Hydroporus talyschensis
Hydroporus talyschensis är en skalbaggsart som beskrevs av Bilyashiwski 2004. Hydroporus talyschensis ingår i släktet Hydroporus och familjen dykare. Inga underarter finns listade i Catalogue of Life.